# Isocrotonsäure
Isocrotonsäure, auch cis-Butensäure, ist eine kurzkettige, einfach ungesättigte Fettsäure, eine Carbonsäure in der Gruppe der Alkensäuren. Das trans-Isomer der Isocrotonsäure ist die Crotonsäure.

## Herstellung
Isocrotonsäure entsteht bei der Destillation von 3-Hydroxyglutarsäure unter vermindertem Druck:

## Sicherheitshinweise
Isocrotonsäure hat die UN-Nummer 3472 sowie die Nummer zur Kennzeichnung der Gefahr 80.